# Nersornaat
De Medaille van Verdienste voor de Groenlandse Onafhankelijkheid of Nersornaat (Groenlands: "Verdiend") ook "Grønlands Hjemmestyres Fortjenstmedalje" genoemd, is een onderscheiding van de autonome of zelfregerende Groenlandse regering. De medaille werd op 1 mei 1989 ingesteld op de tiende verjaardag van de Groenlandse autonomie binnen het Deense Koninkrijk.

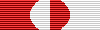
Baton

De medaille wordt in goud of zilver voor verdiensten op het gebied van bestuur, commercie, kunst en wetenschap toegekend. Dragers mogen de letters "Grøn.Hjst.M." achter hun naam plaatsen.
De kleuren van het opvallend vormgegeven lint symboliseren de rode zon en het wit van de sneeuw. Rood en wit zijnde nationale kleuren van Groenland en ook van Denemarken.
De afgebeelde op de achterpoten staande ijsbeer is het wapendier van Groenland. De medaille is groter dan de andere Deense medailles, hij is dik en onregelmatige gevormd.

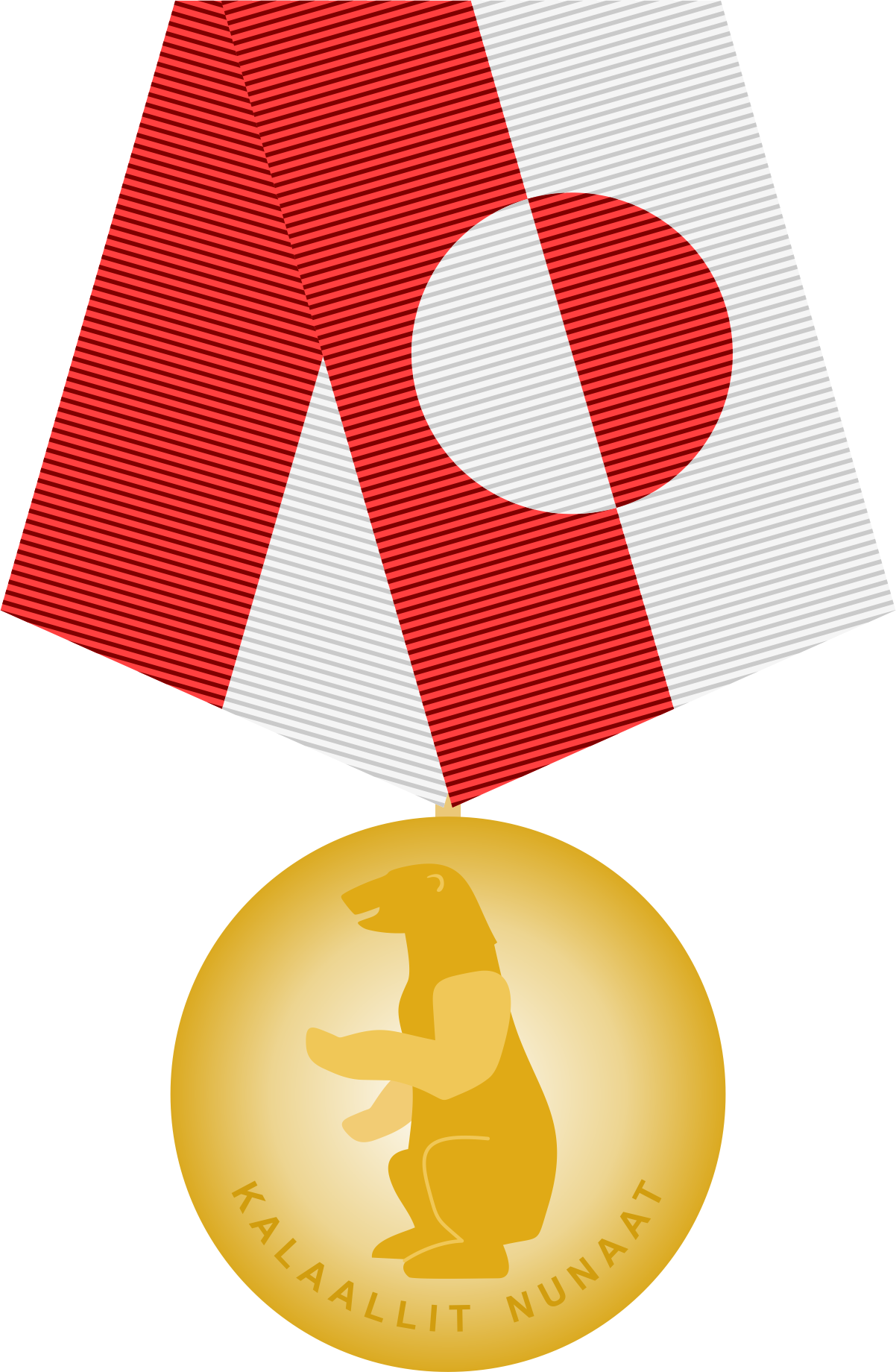
Nersonaart in goud

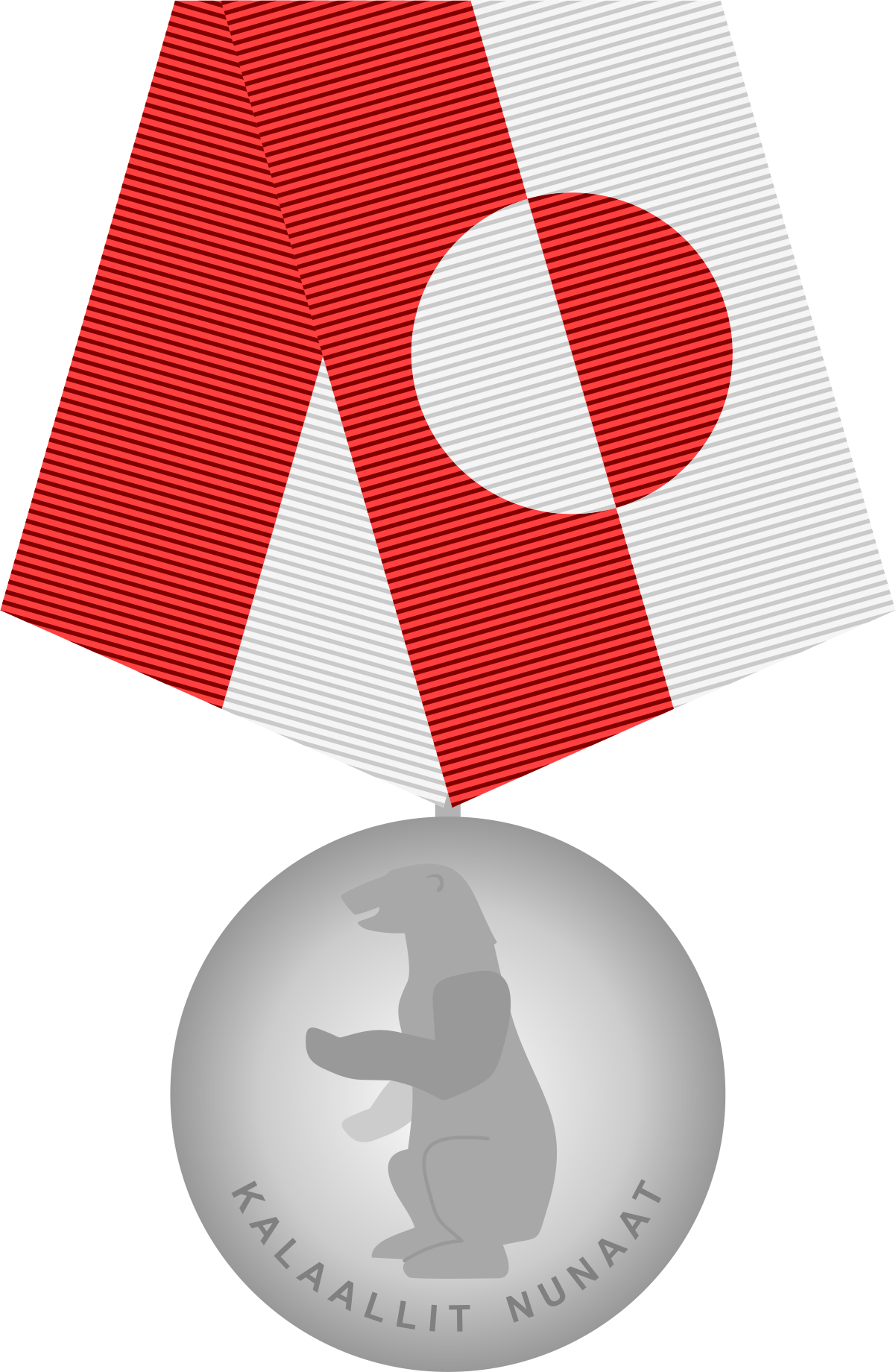
Nersonaart in zilver

## Dragers van de gouden medaille
- Jonathan Motzfeldt
- Lars Chemnitz
- Margrethe II van Denemarken
- Poul Schlüter
- Erling Høgh
- Lars-Emil Johansen
- Uffe Ellemann-Jensen
- Isi Foighel
- Henrik van Denemarken
- Kroonprins Frederik van Denemarken
- Per Stig Møller
- Hans Enoksen
- Prins Takamado van Japan
- Eigil Knuth
- Thue Christiansen

Deze lijst is niet volledig